# Paroeme semifemorata
Paroeme semifemorata là một loài bọ cánh cứng trong họ Cerambycidae.